# Entorsă acută a gleznei

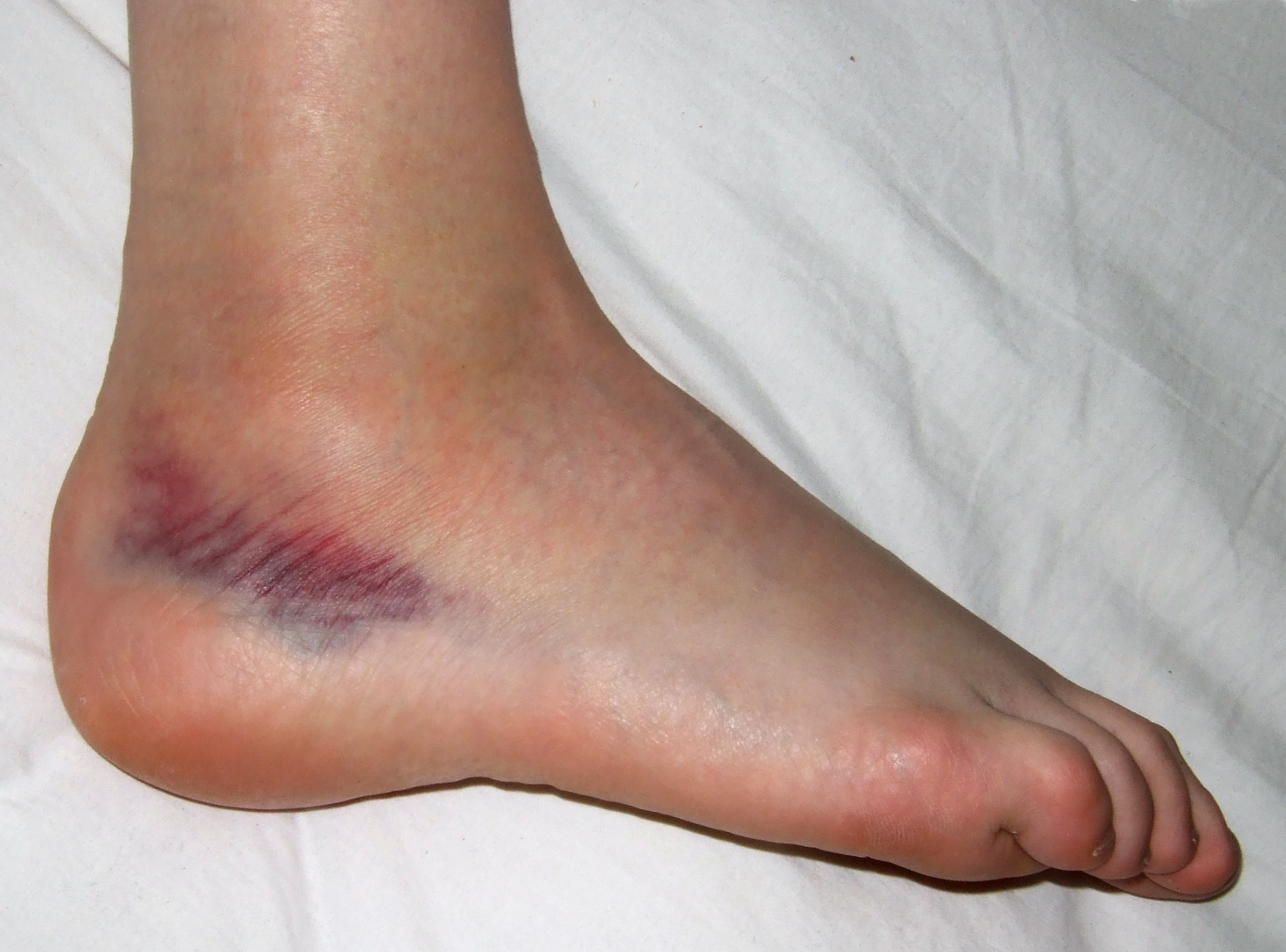

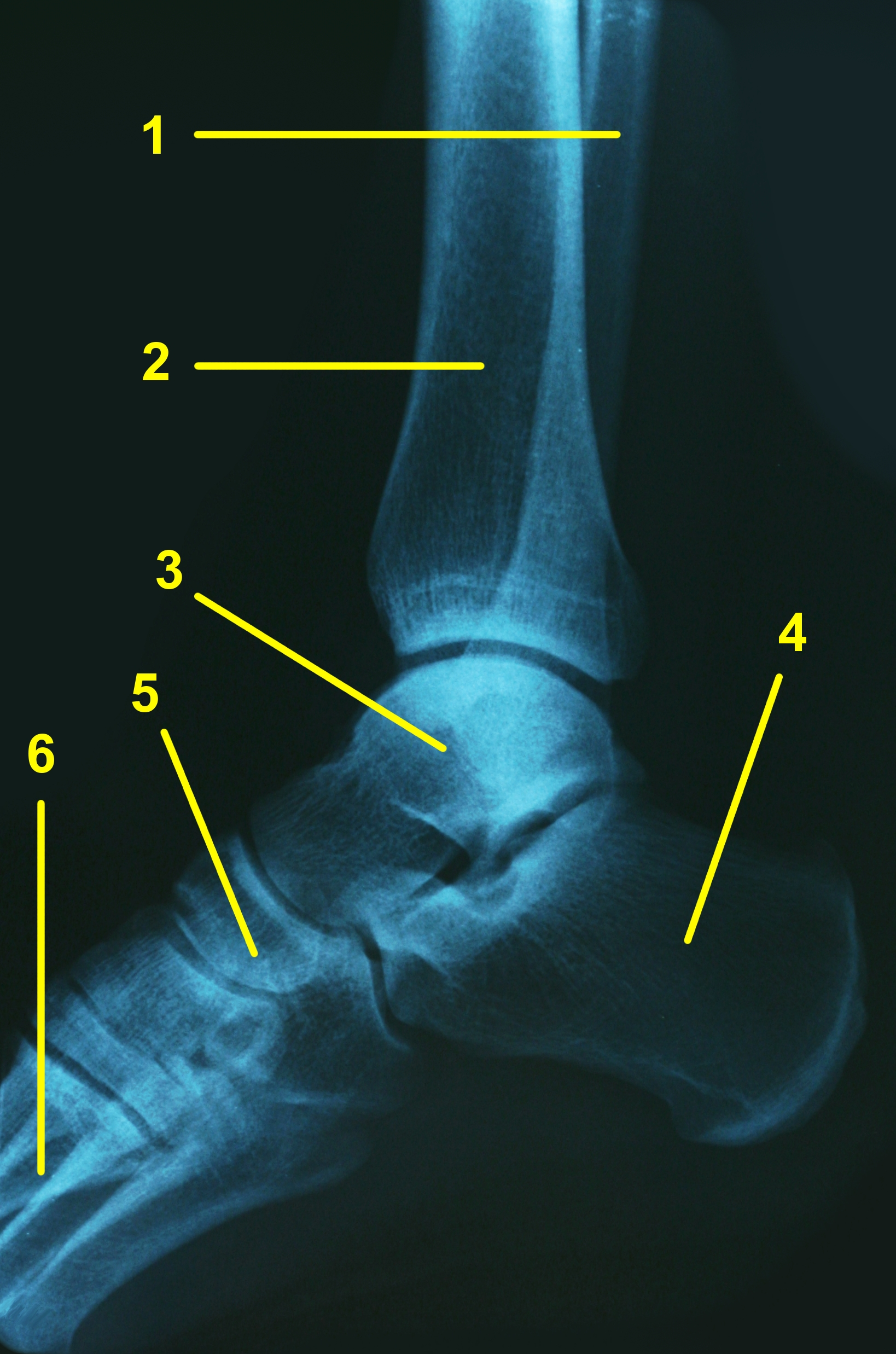

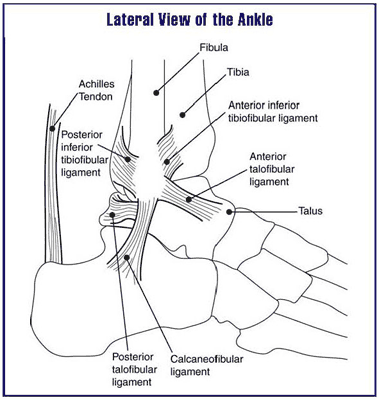

Entorsa acută a gleznei este o afecțiune traumatică a gleznei produsă printr-o mișcare forțată peste limitele fiziologice ce determină leziuni variate ale capsulei articulare, ligamentelor ce stabilizează glezna, uneori și ale cartilajului articular al domului talar și tulburări vasomotorii reflexe: hiperemie, tumefacție, durere, hemohidartroză.

## Patofiziologie
Entorsa gleznei poate fi împărțită în:
1. entorsa capsulară anterioară: examinarea descoperă durere la extensia activă a gleznei sau la flexia ei pasivă maximă. Pentru restaurarea completă a funcției gleznei este nevoie de o reabilitare lungă.
2. entorsa medială prin eversiune: este produsă prin rotația externă și abducția gleznei. Dacă traumatismul este mai puternic se ajunge la ruptura sindesmozei. Clinic se constată durere la palparea ligamentului tibio-fibular anterior și durere la palparea părții mediale a articulației gleznei. Este posibilă și producerea diastazisului sindesmozei gleznei. Pentru evidențierea diastazisului trebuie făcute radiografii în stress. Dacă ligamentul deltoid a fost rupt complet, el poate fi prins între talus și tibie, lărgind morteza și necesitând repararea chirurgicală.
3. entorsa laterală prin inversiune: este tipul obișnuit de entorsă, cel mai frecvent. În timpul mersului, omul este predispus în special la inversiunea gleznei și mai puțin la eversiunea ei, datorită talusului care în mod normal este ușor adus, datorită slăbiciunii ligamentelor laterale comparativ cu cele mediale și datorită unei fascii plantare în general puternice care predispune la entorsa laterală prin inversiune. Aceste entorse apar de obicei în timpul mersului sau alergării pe un teren denivelat. Cele mai multe entorse laterale afectează ligamentul talo-fibular anterior.
4. entorsa cu diastazis: reprezintă 1% din totalul entorselor de gleznă. Apare secundar unei rotații externe foarte mari sau unei hiperextensii a gleznei. Se asociază de obicei cu lezarea ligamentului deltoid. Pacienții au durere și tumefacție la nivelul ligamentelor deltoid și tibio-fibular anterior și, de asemeni, durere de gleznă la sprijin. Durerea apare sau se accentuează la rotația externă sau extensia gleznei.

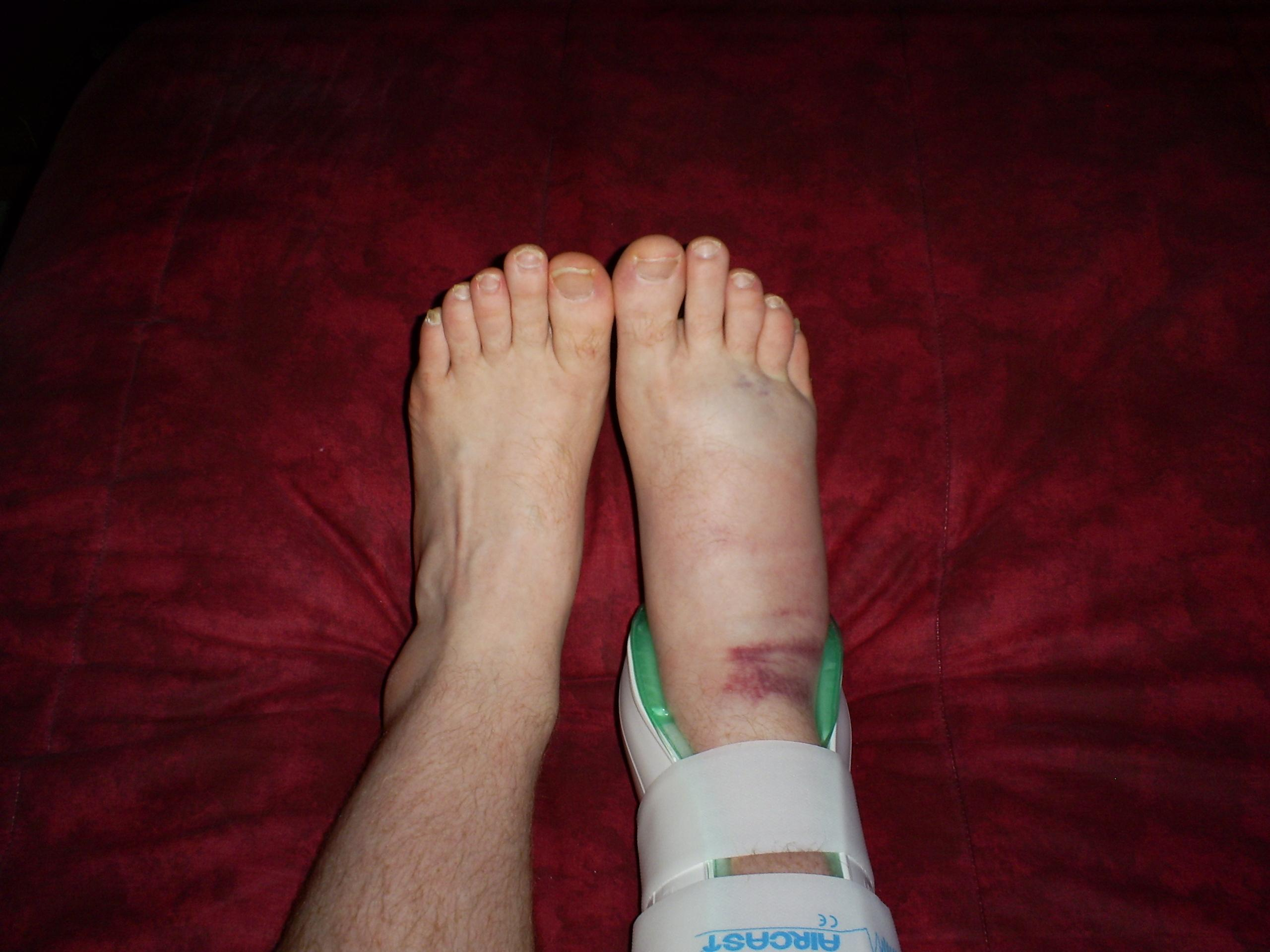
Piciorul drept, protejat cu un ghips pneumatic, s-a umflat ca rezultat al unei entorse de gradul doi mai severe la gleznă.
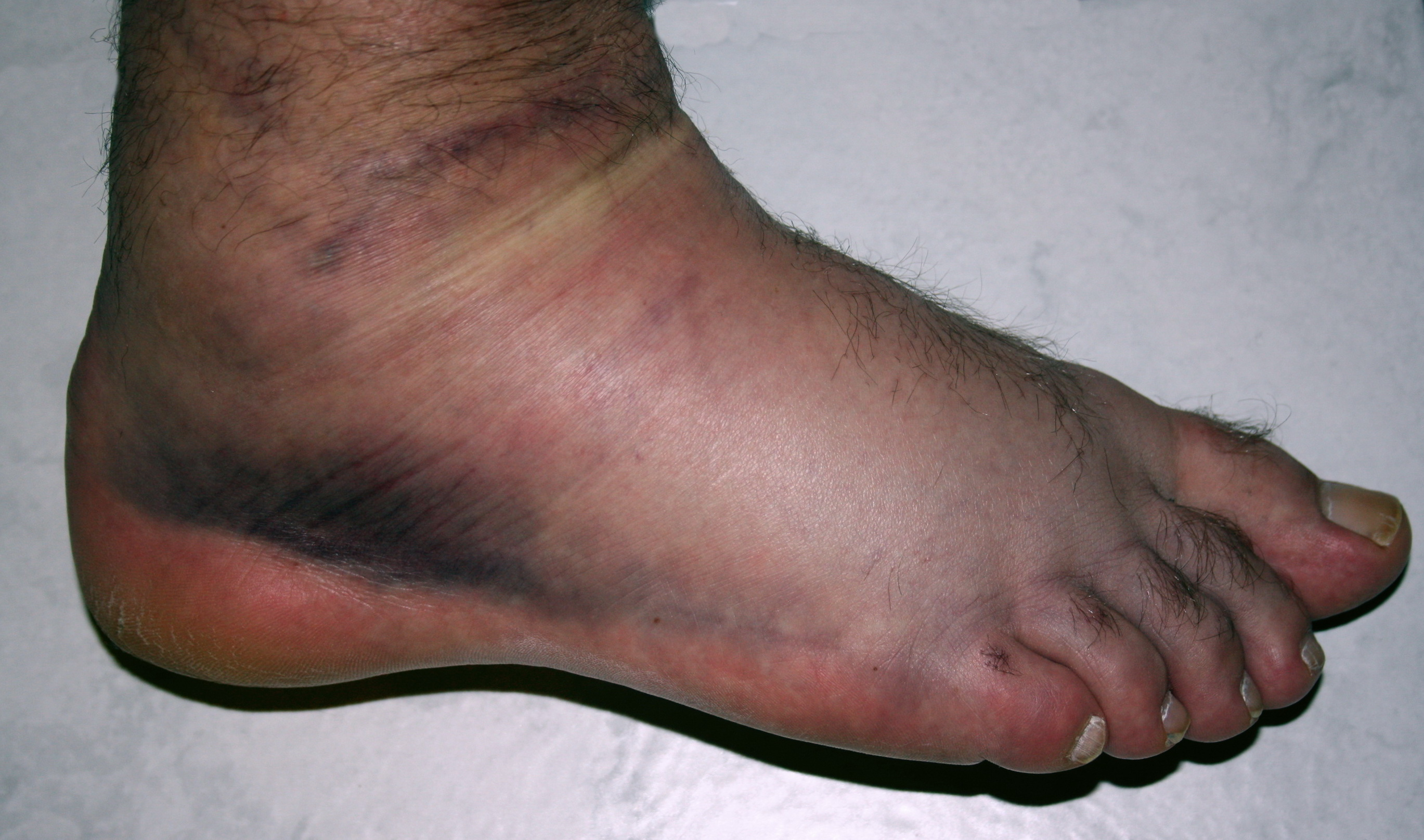
Piciorul drept, entorsă de gradul trei. O zi după accidentare.

## Mecanismul traumatismului
O anamneză atentă a mecanismului traumatismului poate ajuta mult la diagnosticarea rupturilor ligamentare severe.
În timpul inversiunii, când se produce frecvent și flexia gleznei, primul ligament traumatizat este ligamentul talo-fibular anterior, urmat de ligamentul calcaneo-fibular.
Ligamentul talo-fibular anterior leagă partea anterioară a fibulei de colul talusului. Distanța dintre centrul inserției fibulare a ligamentului și vârful maleolei fibulare este de 10 mm. Ligamentul talo-fibular anterior apare ca o îngroșare a capsulei articulare a gleznei. Ligamentul are o lungime de 20 mm, o lățime de 10 mm și o grosime de 2 mm. Fibrele sale sunt orientate 75 de grade spre podea, când glezna este în poziție neutră și iau o direcție verticală în timpul flexiei gleznei. O parte din fibrele sale se amestecă cu cele ale capsulei articulare, ceea ce explică și asocierea frecventă a rupturii ligamentului cu ruptura capsulei.
O inversiune totală a gleznei, în care talpa ajunge să fie paralelă cu planul sagital al tibiei și marginea laterală a piciorului ajunge pe sol, însoțită de un trosnet auzibil sau palpabil, indică ruperea atât a ligamentului talo-fibular anterior, cât și ruperea ligamentului calcaneo-fibular. Ligamentul talo-fibular posterior este rareori afectat (cu excepția luxației complete a gleznei).
Ligamentul calcaneo-fibular conectează vârful maleolei fibulare cu un tubercul mic de pe partea postero-laterală a calcaneului. El trece peste 2 articulații: fibulo-talară și talo-calcaneană. Inserția calcaneană a ligamentului calcaneo-fibular se face la 13 mm sub articulația subtalară. Ligamenul este în contact strâns cu teaca mușchilor peronieri. Fibrele sale trec peste capsulă articulație gleznei, fără să se amestece cu cele capsulare. Are lungimea de 20 mm, lățimea de 5 mm și grosimea de 3mm. Rolul său este în primul rând de stabilizare a articulației subtalare.
În aproximativ 58% din entorse, s-a constatat ruperea ambelor ligamente (talo-fibular anterior și calcaneo-fibular). Ruperea tuturor celor 3 ligamente ce alcătuiesc ligamentul colateral fibular al gleznei (talo-fibular anterior, calcaneo-fibular și talo-fibular posterior) a fost întâlnită doar la 3% din entorsele gleznei.

## Incidența
Entorsa acută a gleznei este consultația cea mai frecventă  în traumatologia curentă.
Frecvența: 1 caz la 10.000 locuitori, valoare subestimată având în vedere neprezentarea la medic în multe cazuri și automedicația.
Entorsa gleznei este cel mai frecvent traumatism în sport, reprezentând 40% din toate traumatismele sportive. În SUA se produc zilnic 23000 de entorse de gleznă.
Entorsa laterală de gleznă prin inversiune este forma cel mai frecvent întâlnită. Ea reprezintă 15% din totalul traumatismelor sportive.
În baschet, entorsele gleznei reprezintă 45% din totalul traumatismelor. În fotbal-31%. În volei-25%. Entorsele gleznei dau în 20-40% din cazuri sechele funcționale reziduale, entorse recidivante și instabilitate cronică de gleznă.

## Clasificare
Entorsa acută de gleznă: se împarte în funcție de severitatea leziunilor în 3 grade:
- gradul I: ligamentul talo-fibular anterior este traumatizat minor. Nu există rupturi ale părților moi. Nu se constată laxitate ligamentară crescută la testele de stress.

- gradul II: ligamentul talo-fibular anterior este rupt parțial. Se constată o laxitate crescută la testul sertarului anterior al gleznei.

- gradul III: ligamentul talo-fibular anterior este rupt complet și este afectat întotdeauna și ligamentul calcaneo-fibular.

În afara rupturii ligamentelor talo-fibular anterior și calcaneo-fibular, în entorsa laterală prin inversiune pot apărea și alte traumatisme asociate:
- rupturi sau subluxații ale tendoanelor peroniere.
- neurapraxia nervilor peronier superficial și/sau peronier profund.
- entorsa articulației subtalare (frecvență).
- fractura domului talar.
- fracturi osteocondrale.
- fracturi prin avulsie ale calcaneului sau talusului.
- traumatisme ale articulației calcaneo-cuboidiene.
- fracturi ale cuboidului.
- sinovită hipertrofică și împingement.
- distrofia simpatică reflexă.

## Diagnostic pozitiv
Se bazează pe:
I. Anamneză:
Entorsa acută se manifestă de obicei prin durere la nivelul ligamentelor traumatizate, tumefacție, chiar pierderea funcției.
Pacienții care au simțit un trosnet în timpul inversiunii, urmat de tumefacție rapidă și de incapacitatea de a merge trebuie să se aștepte la o entorsă severă.
Pacienții incapabili să se sprijine vor fi suspectați de o fractură sau de un traumatism al sindesmozei tibio-fibulare distale.
II. Examenul clinic:
Subiectiv: durere și impotență funcțională. Ele nu corespund întotdeauna severității entorsei. Ba chiar, după durerea inițială acută, comună tuturor entorselor, se observă în entorsele grave o sedare aproape totală timp de câteva ore, urmată de o durere permanentă puțin intensă (evoluția clasică în 3 timpi) și de o impotență funcțională moderată. Evocatoare pentru diagnostic este senzația de instabilitate nedureroasă la sprijin (semn rar întâlnit, din păcate).
Inspecția: în minutele care urmează traumatismului se formează un hematom voluminos subcutanat pre și submaleolar care este înglobat în orele următoare într-un edem întins al gleznei și piciorului. Doar edemul și întinderea echimozei au o oarecare corespondență cu gravitatea entorsei.
Palparea: sunt palpate toate structurile anatomice ce pot fi implicate într-o entorsă:
- ligamentul deltoid
- ligamentul talo-fibular anterior
- ligamentul calcaneo-fibular
- ligamentul talo-fibular posterior
- fibula
- teaca peronierilor
- metatarsianul 5
- maleola medială
- sindesmoza (dacă există sensibilitate la nivelul sindesmozei, va fi palpată și fibula proximală pentru descoperirea unei fracturi Maisoneuve).

Examinarea trebuie făcută bilateral, întâi pe partea sănătoasă. Astfel, avem un diagnostic mai ușor. Examinarea fiecărei structuri în parte dă o imagine asupra a ceea ce este traumatizat și ce nu.
În 1994, OTTAWA a emis criteriile clinice de diagnostic a unei entorse, criterii care permit evitarea indicării examenului radiologic:
1) palparea să nu găsească durere pe traiectele și inserțiile ligamentelor talo-fibular anterior, calcaneo-fibular și talo-fibular posterior.
2) palparea să nu găsească durere la nivelul următoarelor repere osoase: maleola fibulară și cei 6 cm distali ai marginii posterioare a fibulei, baza celui de-al 5-lea metatarsian, navicularul, talusul, maleola tibială și cei 6 cm distali ai marginii posterioare a tibiei.
3) pacientul să fie capabil să meargă cu încărcare mai mult de 4 pași.
Când diagnosticul unei entorse se limitează la criteriile clinice OTTAWA, trebuie reexaminat pacientul după câteva zile.
III. Examenul radiologic:
Glezna poate fi examinată radiologic cu ajutorul radiografiilor standard și, dacă este nevoie, și cu cel al radiografiilor dinamice.
- Radiografiile standard sunt următoarele:

- radiografia antero-posterioară a gleznei cu rotația internă de 20 de grade: 
Pe această incidentă pot fi observate eventualele fracturi asociate entorsei acute sau modificări artrozice în instabilitatea cronică a gleznei. De asemenea, permite vizualizarea interliniei articulare și mai ales a unghiului supero-lateral al domului talar care poate fi sediul unei fracturi osteocondrale (afectarea unghiului supero-medial este mai rară).
- radiografia laterală a gleznei: 
Poate arăta o mica smulgere osoasă la nivelul colului talar, semn al unei entorse grave și interlinia articulară talo-naviculară, la nivelul căreia pot fi uneori prezente mici fracturi prin avulsie, traducând și ele gravitatea entorsei.
- Examenul radiologic dinamic al gleznei:

Este indicat în entorsele grave care au indicație operatorie. Radiografiile sunt făcute întotdeauna comparativ cu partea contralaterală, de cele mai multe ori sub anestezie. Radiografiile dinamice sunt următoarele:
- radiografia antero-posterioară în stress a gleznei: 
Glezna poate fi forțată în varus sau în valgus. Aceste radiografii dovedesc obiectiv distrugerile ligamentare. Trebuie făcute bilateral. 
Pe radiografia AP în stress a gleznei, măsurarea unui spațiu clar > 6 mm este un indiciu de ruptură a mortezei.
Tot pe aceasta radiografie se măsoară unghiul de înclinare talară. El este unghiul dintre tangentele la suprafețele articulare tibială și talară. În mod normal, unghiul de înclinare talară trebuie să fie < 10 grade. Vorbim de instabilitate atunci când înclinarea talară este cu 5 grade mai mare comparativ cu partea contralaterală, sănătoasă, sau când valoarea acestui unghi este > 10 grade.
O înclinare de 10-15 grade corespunde unei rupturi izolate a ligamentului talo-fibular anterior. O înclinare talară laterală de 20 de grade semnifică ruptura ligamentelor talo-fibular anterior și calcaneo-fibular. Un unghi > 30 de grade indică și ruptura ligamentului talo-fibular posterior.
- radiografia laterală în stress a gleznei (rg. de profil cu forțare în sertar anterior): 
Se face mai greu decât radiografia AP în stress a gleznei. Constă în aplicarea unei forțe dozabile dinspre anterior asupra tibiei distale cu calciiul fixat. Pentru ca ligamentul deltoid să nu se opună translației anterioare a talusului trebuie ca talusul să se poată roti medial atunci când se aplica forță pe tibie. 
Pe radiografia laterala în stress a gleznei se măsoară translația anterioară a talusului față de tibie. Translația anterioară este distanța dintre marginea posterioară a suprafeței articulare tibiale și marginea posterioară a suprafeței articulare a domului talar. Vorbim de instabilitate (semnul sertarului anterior pozitiv) atunci când această distanță este  > 5 mm comparativ cu valoarea sa pe partea sănătoasă sau când, în valoare absolută, ea este > 8 mm. Translația anterioară a talusului semnifică cel puțin ruptura ligamentului talo-fibular anterior.
Pentru obținerea unei radiografii bune trebuie flectate genunchiul și glezna pentru relaxarea complexului muscular gastrocnemieni-solear.
Deși forțarea gleznei se face cu ajutorul unui aparat cu forță quantificabilă, gradul mare de variabilitate a laxității gleznei normale face dificilă stabilirea strictă a criteriilor pentru reconstrucția ligamentară doar pe baza testelor de măsurare pe radiografiile în stress. Mai mult, durerea provocată de forțarea articulației și reacția de apărare pe care o declanșează, pe gleznele neanesteziate, limitează mai mult acuratețea acestor date.
IV. Examenul RMN:
Are avantajele neinvazivității și acurateții diagnosticului. Datele RMN privind starea ligamentelor investigate au fost excelent confirmate intraoperator. RMN confirmă de asemenea foarte bine leziunile osteocondrale ale talusului, cât și pe cele ale tendoanelor peronierilor și ale tecilor lor. Dar nu poate da informații privitoare la instabilitatea cronică de gleznă.

## Diagnostic diferențial
Se face cu următoarele afecțiuni:
1) fractura procesului lateral al talusului
2) fractura maleolei peroniere
3) fractura fibulei proximale (fractura Maisoneuve)
4) fractura bazei metatarsianului 5 ( sunt fracturi prin smulgerea stiloidei de către tendonul peronierului scurt. Semnele funcționale sunt aceleași ca și în entorsa laterală de gleznă. Palparea însă evidențiază localizarea durerii la nivelul bazei metatarsianului 5. Mobilizarea blândă a gleznei este nedureroasă. Radiografia laterală a gleznei permite doar rareori descoperirea fracturii bazei metatarsianului 5. Radiografia ¾ a piciorului este cea care confirmă diagnosticul).
5) neurapraxia nervilor peroneali superficial și profund
6) fractura osteocondrală a domului talar
7) ruptura sau subluxația tendoanelor peroniere (simptomele durere și edem predomină retromaleolar. La examenul clinic trebuie căutată deplasarea anterioară a tendoanelor).
8) entorsa articulației subtalare (se produce printr-un mecanism asemănător entorselor laterale de gleznă. Durerea este maxima la nivelul orificiului lateral al lui sinus tarsi).
9) ruptura sindesmozei tibio-fibulare distale: ea poate apărea și ca traumatism izolat. În cazul gleznei normale, spațiul tibio-fibular este rareori > 4 mm. O separare > 5 mm sau un spațiu clar între tibie și fibulă la individul adult este semn sigur de diastazis, necesitând reducere și fixare cu un șurub până la vindecarea ligamentelor.

## Diagnosticul diferențial al durerii persistente după entorsa acută a gleznei
1) Leziunile cartilaginoase
2) Instabilitatea cronică a gleznei: (cea mai frecventă este instabilitatea cronică laterală)
3) Instabilitatea subtalară: este foarte greu de diferențiat de instabilitatea gleznei. Instabilitatea subtalară se manifestă prin durere situată distal și lateral de articulația gleznei, în aria lui sinus tarsi. Diagnosticul instabilității subtalare se pune pe baza radiografiei BRODEN în stress: piciorul este rotat intern 45 de grade, raza Rx este înclinată caudo-cranian 20 de grade, în timp ce calciiul este forțat în varus. Deplasarea medială a calcaneului în raport cu talusul cu > 5 mm indică laxitatea subtalară. Elementele care stabilizează articulația subtalară sunt: capsula articulară, ligamentul interosos, ligamentul bifurcat și ligamentul calcaneo-fibular.
4) Probleme de impingement
5) Sindromul sinus tarsi
6) Afecțiuni cronice tendinoase
7) Fracturi de stress
8) Traumatisme nervoase
9) Distrofia simpatică reflexă
10) Tumori

## Complicații
1) Sindromul de instabilitate cronică laterală a gleznei:
La stabilizarea gleznei, ca de altfel la toate articulațiile, participă 3 tipuri de elemente: osoase, ligamentare și musculare. La elementele osoase, de mare importanță este și valgusul fiziologic al postpiciorului. Ligamentele sunt reprezentate de cele 3 ligamente laterale: talo-fibular anterior, calcaneo-fibular și talo-fibular posterior. Mușchii peronieri sunt stabilizatorii laterali activi. Ligamentele nu intervin doar ca elemente pasive de limitare a amplitudinii mișcărilor articulare, ci și ca organe senzoriale care conțin proprioceptori ce informează centrii motori medulari despre forța, direcția și viteza de mișcare. Acești centrii moderează stimulii nervoși motori transmiși mușchilor peronieri.
Astfel, instabilitatea cronică laterală a gleznei este nu numai rezultatul afectării mecanice ligamentare, ci și al insuficienței elementelor buclei proprioceptive.
Anamneza va căuta succesiunea entorselor anterioare și senzația de nesiguranța de la nivelul gleznei. Vor fi evaluate circumstanțele de apariție a instabilității: sport, alergare, mers pe teren denivelat, mers pe teren normal. Ca și agravarea în timp.
Examenul clinic caută o instabilitate cronică laterală de gleznă prin testele dinamice, dintre care sertarul anterior al gleznei este mai evocator decât varusul dinamic.
Pe radiografiile standard, edificatoare sunt calcificările submaleolare ce demonstrează traumatismele repetate din antecedente.
Diagnosticul este pus pe radiografiile dinamice de față și profil.

## Tratament
Tratamentul neoperator al entorsei acute
- Entorsa de gradul I:

În general nu necesită tratament profesional și reabilitare. Glezna rămâne stabilă. În funcție de simptome se folosesc:
- gheată local
- poziția proclivă a piciorului
- medicație antiinflamatoare
- interzicerea temporară a sprijinului
Reîntoarcerea la sport se testează foarte simplu prin punerea pacientului să sară doar pe piciorul traumatizat, care, dacă este refăcut, nu trebuie să mai doară.
- Entorsa de gradul II și III:

Atunci când nu există o patologie asociată sau entorse repetate în antecedente, tratamentul nechirurgical s-a dovedit suficient. El include:
- diminuarea durerii
- diminuarea tumefacției
- imobilizare potrivită pentru repausul fibrelor ligamentare
- recuperarea mușchilor peronieri
- restaurarea mișcării normale a gleznei
Tratamentul conține următoarele faze:
a) faza I de tratament nechirurgical:
Tratează sângerarea și edemul prin:
- repaus (mers cu cârjele)
- gheată
- pansament compresiv (sau cizmă gipsată)
- poziție proclivă 
b) faza II de tratament nechirurgical:
Consta în reînceperea recuperării. Aceasta fază începe la 1-3 săptămâni de la traumatism, atunci când edemul a diminuat mult. Recuperarea este activă. Caută să restaureze propriocepția, soliditatea peronierilor și mobilitatea articulară. În afara mișcărilor active, se fac și mișcări pasive atente, graduale:
- exerciții pentru degete (extensii și flexii active, cu și fără rezistență).
- exerciții pentru sensibilitatea proprioceptivă (cu ajutorul unei mingi: pacientul cu piciorul pe minge, o rotește, își plimbă piciorul pe ea, o lovește ușor, etc., ca un fotbalist la antrenament).
- exerciții pentru întărirea mușchilor peronieri: eversiuni repetate izotonice și izometrice.
Această etapa durează între 4 și 10 săptămâni, după care pacienții trec la faza a III-a.
c) faza III de tratament nechirurgical:
Constă în reînceperea activității sportive. Este important ca înaintea începerii exercițiilor să se pună o gleznieră. Ea oferă stabilitate mai bună iar contactul cu pielea ameliorează activitatea proprioceptorilor. Vor fi continuate exercițiile pentru recuperarea eversiunii gleznei prin eversiuni repetate contra rezistență (elastice, scripeți).
Recuperarea este completă atunci când pacientul poate să sară doar pe piciorul traumatizat fără durere sau instabilitate.
Pacienții care la 3 luni de la traumatism și după o recuperare completă și corectă mai au simptome, au cu siguranță o patologie asociată.
Tratamentul chirurgical
Înainte de a opta pentru tratamentul chirurgical, trebuie luate în considerare următoarele:
- dacă entorsa acută sau instabilitatea cronică trebuie sau nu tratate chirurgical.
- daca există suficiente argumente pentru recostrucția ligamentară.
- daca reconstrucția sa fie anatomică sau neanatomică.
- trebuie luată în considerare toată patologia asociată.
- trebuie stabilit caracterul funcțional sau mecanic al instabilității.
- Indicațiile tratamentului chirurgical:

- eșuarea tratamentului nechirurgical
- laxitatea extremă a gleznei sau entorsele recidivante care apar la activitatea zilnică, obișnuită.
- asocierea cu o patologie care necesită tratament chirurgical.
- Complicațiile tratamentului chirurgical:

- pierderea inversiunii subtalare
- durerea
- sensibilitate cicatriceală
- complicațiile plăgii operatorii
- traumatizarea nervului sural, cu riscul formării unui nevrom.
- Tehnici chirurgicale:

În tratamentul instabilității cronice a gleznei există mai mult de 50 de tehnici sau modificări ale tehnicilor. Toate tehnicile chirurgicale pot fi împărtițe în două mari categorii:
1) reconstrucții neanatomice (ligamentul/ligamentele traumatizate sunt înlocuite prin alte structuri sau alte materiale). Tehnicile neanatomice, cu excepția tehnicii CHRISMAN-SNOOK, reconstruiesc doar ligamentul talo-fibular anterior.
2) reconstrucții anatomice (ligamentul/ligamentele traumatizate sunt reparate și/sau ranforsate). Tehnicile anatomice permit reconstrucția ambelor ligamente (talo-fibular anterior și calcaneo-fibular).
- Reconstrucții nepotențate:

- tehnica BROSTROM (anatomică), cu modificarea KARLSSON (anatomică).
- Reconstrucții potențate:

Avantajul reconstrucțiilor potentate este creșterea solidității reconstrucției ligamentare la pacienți ai căror ligamente sunt slăbite. Aceste tehnici sunt:
- tehnica EVANS (neanatomică)
- tehnica WATSON-JONES (neanatomică)
- tehnica CHRISMAN-SNOOK (neanatomică)
- tehnica COLVILLE (anatomică)
- tehnica ANDERSON (neanatomică)
- modificarea GOULD (anatomică)
- modificarea SJOLIN (anatomică)
Tehnica Brostrom  modificată Karlsson:
În entorsele severe ligamentele talo-fibular anterior și calcaneo-fibular de obicei sunt elongate și deșirate și mai rar rupte. De aceea, autorul recomandă scurtarea ligamentelor și reatașarea lor pe fibula la nivelul originii lor anatomice.
- Indicațiile tehnicii Brostrom-Karlsson:

- incizia longitudinală este folosită în special pentru inspectarea tendoanelor peronierilor la pacienți cu durere posterioară de fibulă.
- pentru păstrarea mobilității subtalare și evitarea morbidității legate de folosirea tendonului peronierului scurt pentru reconstrucția ligamentară.
- Contraindicațiile tehnicii Brostrom-Karlsson:

- instabilitatea cronică de lungă durată (mai mulți ani).
- reparații anatomice anterioare eșuate.
- laxitate ligamentară generalizată. Acești pacienți beneficiază de reconstrucția potențată cu grefă tendinoasă.
- pacienților care au, alături de ruptura ligamentelor talo-fibular anterior și calcaneo-fibular și o mobilitate subtalară excesivă. Lor li se potrivește tehnica Brostrom cu modificarea Gould. În această modificare, mobilitatea excesivă subtalară este controlată de reconstrucția ligamentului talo-calcanean lateral și refacerea retinacolului extensor.
- pacienților cu deficiența sau absența funcției mușchilor peronieri. Aceștia au nevoie de reconstrucția neanatomică potențată care limitează mișcarea subtalară.
- pacienților cu picior varus.
- Tehnica:

1) pasul 1: examinarea sub anestezie.
Se caută înclinarea subtalară, comparativ cu partea contralaterală. Se notează proeminența talusului pe partea afectată.
Este examinată și translația anterioară a gleznei, care se face în ușoară flexie a gleznei. Este evaluată astfel stabilitatea pe care o dă ligamentul talo-fibular anterior.
2) pasul 2: artroscopia.
Este folosită înaintea reconstrucției ligamentare, pentru evaluarea și tratamentul leziunilor intraarticulare ale gleznei. Leziunile cartilaginoase posterioare sau mediale pot fi tratate artroscopic prin debridare și microforaje. Leziunile osteocondrale laterale sunt abordate în timpul operației deschise.
3) pasul 3: poziționare și expunere.
Pacientul este poziționat în decubit lateral. Se desenează anatomia pe piele. Operația este făcuta sub garou.
Incizia este longitudinală, orientata oblic, pentru a pemite accesul atât pe structurile anterioare, cât și pe cele posterioare. După incizia pielii și a țesutului subcutanat se identifică în partea distală a plăgii retinacolul extensor superficial și apoi se izolează. Se localizează ligamentul tibio-fibular anterior, cu scopul de a ajuta la localizarea ligamentului talo-fibular anterior, apoi se identifică și ligamentul calcaneo-fibular.
4) pasul 4: inspecția și eventuala reparare a tendoanelor peroniere.
Se rezecă cu atenție complexul ligamentar de pe fibula, ca un singur lambou, împreună cu o pastilă osoasă. Se inspectează glezna în partea ei laterală, inclusiv trohleea talusului, în timpul unei flexii/extensii complete  a gleznei.
Dacă se suspectează ruptura tendonului peronier sau subluxarea lui, va fi deschis pe toata lungimea lui retinacolul peronier. Se inspectează tendoanele peroniere și apoi se tracționează pentru a permite vizualizarea ligamentului calcaneo-fibular și a incizurii fibulare. Rupturile longitudinale ale tendoanelor peroniere vor fi reparate. Daca sunt mici, vor fi excizate.
În cazul unei subluxații a tendoanelor peroniere, se va adânci incizura fibulară. După reducerea tendoanelor în șanțul fibular adâncit, vor fi făcute mișcări ample de gleznă și subtalare pentru a observa rezultatul. Apoi se tensionează retinacolul peroneal prin avansarea lui pe sub lamboul osteoligamentar fibular distal, după reconstrucția ligamentară.
5) pasul 5: reconstrucția ligamentului talo-fibular anterior.
Se identifică marginea anterioară a fibulei. Se face un șanț pe partea ei antero-laterală cu ajutorul unui burghiu sau a unui fierăstrău oscilant, care este adâncit ulterior cu o chiuretă. Apoi se fac trei găuri cu burghiul în partea postero-laterală a fibulei, pentru trecerea firelor de sutură.
Ținând piciorul în eversiune, se trec fire neresorbabile de sutură prin complexul capsulo-ligamentar, apoi prin găurile făcute în fibula postero-laterală și se aduce complexul capsulo-ligamentar în șanțul săpat pe partea antero-laterală a fibulei și se leagă sub tensiune.
6) pasul 6: reconstrucția ligamentului calcaneo-fibular.
Constă în avansarea și fixarea în aceasta poziție a inserției fibulare a ligamentului, cu tensionarea lui. Eventuala dezinserție a ligamentului de pe calcaneu este reparată prin fixarea inserției acolo unde era. Acest gest se face cu glezna flectată.
În final, pentru potențarea reconstrucției, se suturează retinacolul superficial al extensorilor la fibulă.

## Recuperare
Săptămânile 0-2 post-operator: imobilizare gipsată cu piciorul în eversiune și extensia gleznei.
Săptămânile 2-6: imobilizare într-o cizmă de mers.
Săptămânile 6-12: recuperarea progresivă a mișcărilor gleznei.
Săptămânile 12-14: recuperarea progresivă a activității sportive. În timpul sportului va fi purtat un bandaj elastic solid.